# Dalmace Ier de Semur
Dalmace — parfois orthographié Dalmas — Ier de Semur (vers 980/985 - 1048), est un seigneur français, baron de Semur-en-Brionnais.

## Biographie
Dalmas Ier de Semur est le fils aîné de Geoffroy Ier de Semur et de Brioude (° ~930/945 - † 960/1020), seigneur de Semur (~955 - 990), et de sa première femme, fille de Dalmas II, vicomte de Brioude (° av. 935/950 - † vers 985) et d'Engelberge.
Il avait pour frère Renaud de Semur (vers 981/985 - † 1040 ou après), et pour demi-frères : 
- Geoffroy II de Semur[1] (° 987 - † 1037), seigneur de Donzy, aussi connu sous le nom de Geoffroy Ier de Donzy, épouse Adélaïde de Guînes (° ? - † 1017). Ce serait lui qui par chagrin perdit un peu la raison et la recouvra en allant en pèlerinage sur les reliques de saint Benoit au Prieuré Saint-Pierre-et-Saint-Benoît de Perrecy-les-Forges. Il est le père de Raingarde de Semur ;
- Lambert de Semur (° 990 - † 1065 Tolosa) ;
- Thibaut de Semur, comte de Chalon ;
- Blanche de Semur (° ~1015 - † ?), mariée vers 1040 à Etienne II de Thiern, vicomte de Thiern (° 1020 - † 1060).

Geoffroy Ier de Donzy aurait eu pour fils ：
- Hervé de Donzy (° 1010 - † 1055), épouse une née... de Donzy (° ? - † 1017).

C'était un homme avec de grandes qualités ; ses contemporains le surnommaient Le Grand. Il aimait la justice et était un fervent chrétien. Il refusa de participer aux déprédations commises par les seigneurs du voisinage de Cluny sur cette abbaye. Ces déprédations furent condamnées par le pape Benoît VIII (1012-1024) qui excommunia quelques coupables.
Étant devenu en 1032 duc de Bourgogne, son gendre revendiqua l'Auxerrois les armes à la main comme appartenant au duché de Bourgogne, contre Renaud fils du comte Landri comte de Nevers, à qui le roi de France Robert avait donné le comté d'Auxerre lors du mariage de Renaud avec sa fille Adélaïde de France.
Dalmas aurait pris le parti de Renaud, préférant la justice à ses liens familiaux. Une bataille s'engagea à Seignelay le 24 mai 1040. Le comte de Nevers fut tué et battu lors de cet affrontement.

### Mariage et descendance
Vers 1013, il épouse Aremberge ou Aremburge de Bourgogne, dame de Vergy (~988 ou 999 - ap. 1016 ou 1025 ?), fille d'Henri Ier de Bourgogne dit le Grand Robertien, duc de Bourgogne (~945-1002), et Mahaut de Chalon, dame de Donzy (vers 968 - 1015), avec laquelle il aura dix enfants :
- Hélie de Semur-en-Brionnais, ou Hélie dite à tort Elvie ou Hermegarde[6] (vers 1015 à Semur- 22 avril après 1055)[7], mariée vers 1032 à Robert Ier de Bourgogne, duc de Bourgogne (~1011 - 1076), qui assassina son beau-père, elle entra ensuite au prieuré de Marcigny[8] ;
- Geoffroy III de Semur (~1018/1025 - ~1090), 5e seigneur de Semur, marié à Alix de Guines (~1030)[9]. Il renonça au monde et se retira à Cluny avec l'un de ses fils et trois de ses filles se retirèrent au prieuré de Marcigny, puis il devint prieur de la communauté de Marcigny ;
- Hugues de Semur, dit de Cluny saint Hugues (1024 - 1109), abbé de Cluny ;
- André de Semur (°? - † ?), présent en 1063 à la donation des terres et de sa seigneurie de La Roche-Millay dans le Morvan, faite cette année-là par son frère aîné Geoffroy II au prieuré de Marcigny[10] ;
- Josserand de Semur, ou Joceran († 1048), tué en même temps que son père par deux soldats du duc alors qu'il s'interposait dans la dispute. Le meurtrier pris de remords et également pour échapper à la justice vint à Cluny confesser son crime à saint Hugues qui lui accorda son pardon et l'admit parmi les religieux[11] ;
- Dalmas de Semur, dit le Jeune, seigneur de la tige de Montaigu (vers 1020), d'Oyé et de Trémont. Il est souvent cité dans les chartes de son frère Geoffroy. De son épouse dont on ignore le nom, il eut deux fils : Renaud de Semur, seigneur de Montaigu après son père, et Hugues de Semur dit Hugues de Montaigu, abbé de Saint-Germain d'Auxerre, puis évêque d'Auxerre, ville où il mourut en 1136[12] ;
- Adélaïde de Semur dite aussi Aélis de Semur (°1055 - † ?), épouse du baron Dalmas de Châtel-Montagne en Bourbonnais. Elle avait eu pour dot la seigneurie de Vitry-lès-Paray[13] avec de grands biens à Briennon. Elle entra au prieuré de Marcigny en 1066[14] et du consentement de son fils Pierre de Châtel, fit de notables donations sur Vitry et Briennon au prieuré de Marcigny[15] ;
- Mathilde de Semur, dite Mahaut (vers 1030), mariée avec Guichard de Bourbon-Lancy, seigneur de La Motte Saint-Jean. Veuve, elle entra en 1082 au prieuré de Marcigny ;
- Cécile de Semur[16] ;
- Evelle ou Ouelle ;
- Hermengarde de Semur[17], première prieure de Marcigny en 1061[18] ;
- Renaud de Semur (vers 1016-? av. 1040), marié avec Adèle de Bar (vers 1010-1053), comtesse de Bar-sur-Aube[19].

### Le meurtre deDalmasIerde Semur
Robert Ier de Bourgogne était d'un caractère colérique et violent. Selon les dires de certains historiens, en particulier E. Petit, repris par Eugène Jarry, auxquels ne souscrit pas l'historien Jean  Richard, cette version des faits est identique à la thèse développée par E. Petit. L'historien Jean Richard la réfute et, pour sa part, se contente d’écrire notamment au sujet de la mort de Dalmace (ou Damas ainsi qu'il l'écrit) : « Nous ne savons rien du genre de mort auquel succomba Damas de Semur ». Mais il apporte néanmoins les précisions suivantes : « Hildebert (Hildebert du Mans), rapporte que le duc son gendre l’avait fait périr “propria manu”, ce qui a permis aux historiens brionnais de supposer qu’il avait trouvé la mort pendant la guerre d’Auxerrois. Quant à Petit, il ajoute à la mort de Damas celle du fils de ce dernier, Joceran, tué par “deux soldats du duc”, dépassant ici le témoignage de nos sources ». Le même historien, suivant une interprétation due à Charles Hippolyte Maillard de Chambure (Histoire et description de l’église de N.-D. de Semur-en-Auxois), suppose que Dalmas aurait été empoisonné lors d’un banquet auquel assistait son gendre, ceci d’après le tympan de la porte des Bleds, à la collégiale Notre-Dame de Semur-en-Auxois, exécuté seulement après 1250 et qui représente un banquet à la cour du roi Gondophorus, parmi d’autres scènes de la légende de saint Thomas. Les contorsions d’une danseuse ont été assimilées aux convulsions de Dalmas empoisonné. Cette erreur d’interprétation est due à une confusion entre les deux Semur, commise par Courtépée qui savait cependant que le sceau de la duchesse Hélie avait été découvert au château de Semur-en-Brionnais et affirme néanmoins que Notre-Dame de Semur avait été bâtie par Robert Ier en expiation du meurtre de Dalmas où le duc Robert aurait, dans un accès de colère à la suite d'une querelle au cours d'un repas, tué son beau-père Dalmas de Semur, ainsi que son beau-frère Josserand, fils de Dalmas, qui voulait s'interposer.

## Commentaires
- Jean de Paris dit de lui en 1109 dans son Memoriale historiarum : « Hoc anno obiit Hugo, Cluniacensis abbas...Pater ejus Dalmatius, vir consularis et bellicis rebus intentus... », ce qui fait de lui un personnage militaire.

- Hildebert de Lavardin au sujet du père de saint Hugues : « Dalmatius pater ejus, vir scilicet consularis... »[29] Le terme vir consularis donne bien l'idée du seigneur, maitre sur les terres qu'il gouverne.

- Dom Georges de Burin archiviste de Cluny dans l'éloge à saint Hugues : « Santus Hugo de Semur, primus hujus nominis, illustri Sinemurorum sanguine et prosapia natus, filius Dalmatii primi hujus nominis Toparchae de Sinemuro, et Aremburgis de Vergy... »[30]

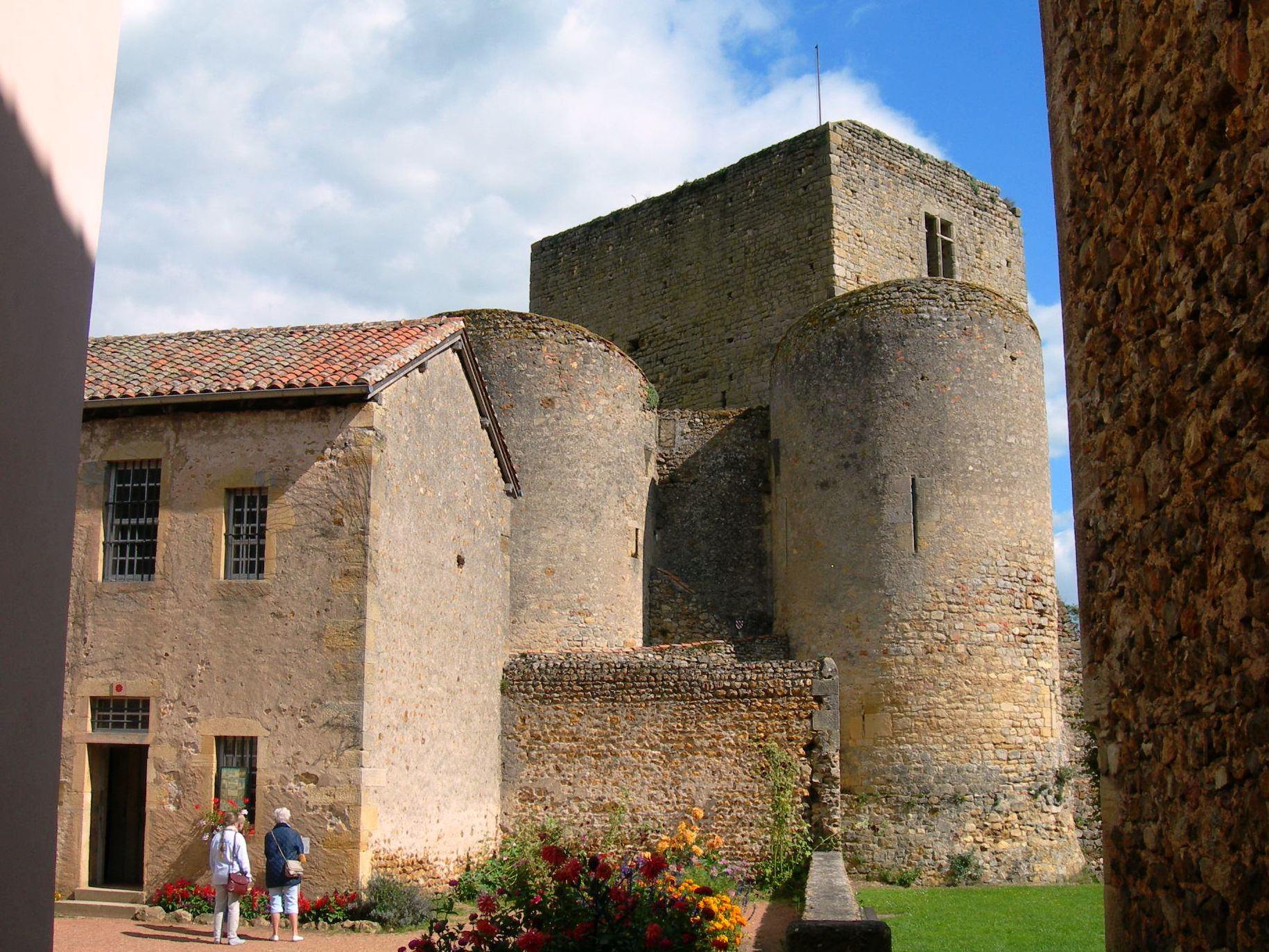
Restes du château des barons de Semur.

## Château
- Château de Semur-en-Brionnais

## Seigneuries
- Semur-en-Brionnais
- La Roche-Millay, donnée en 1063 par Geoffroy II de Semur au prieuré de Marcigny[10].
- Vitry-lès-Paray donné en dot par Dalmace Ier de Semur à sa fille Aélis de Semur, dite aussi Adélaïde, épouse de Châtel-Montagne

## Titres
- Baron de Semur-en-Brionnais